# Fredriksberg (commune de Ludvika)
Fredriksberg est une localité de Suède dans la commune de Ludvika située dans le comté de Dalécarlie.
Sa population était de 332 habitants en 2019.